# 2018-as Super Formula szezon
A 2018-as Super Formula szezon a 32. szezonja volt a legmagasabb szintű japán formula sorozatnak, illetve a hatodik Super Formula név alatt. A szezon április 22-én kezdődött és október 27-én fejeződött be, a címvédő Isiura Hiroaki. A bajnok Jamamoto Naoki lett, aki az utolsó futamon szerezte meg az összetett elsőséget.

## Csapatok és pilóták
| Csapat                       | No. | Pilóta                 | Motor  | Fordulók |
| ---------------------------- | --- | ---------------------- | ------ | -------- |
| JMS P.mu/cerumo・INGING      | 1   | Isiura Hiroaki         | Toyota | Mind     |
| JMS P.mu/cerumo・INGING      | 2   | Kunimoto Júdzsi        | Toyota | Mind     |
| Kondō Racing                 | 3   | Nick Cassidy           | Toyota | Mind     |
| Kondō Racing                 | 4   | Jamasita Kenta         | Toyota | Mind     |
| Docomo Team Dandelion Racing | 5   | Nodzsiri Tomoki        | Honda  | Mind     |
| Docomo Team Dandelion Racing | 6   | Macusita Nobuharu      | Honda  | Mind     |
| UOMO Sunoco Team LeMans      | 7   | Pietro Fittipaldi      | Toyota | 1        |
| UOMO Sunoco Team LeMans      | 7   | Tom Dillmann           | Toyota | 2–7      |
| UOMO Sunoco Team LeMans      | 8   | Osima Kazuja           | Toyota | Mind     |
| Team Mugen                   | 15  | Fukuzumi Nirei         | Honda  | 1, 5–7   |
| Team Mugen                   | 15  | Sakaguchi Sena         | Honda  | 2        |
| Team Mugen                   | 15  | Dan Ticktum            | Honda  | 3–4      |
| Team Mugen                   | 16  | Jamamoto Naoki         | Honda  | Mind     |
| Real Racing                  | 17  | Cukakosi Kudai         | Honda  | Mind     |
| carrozzeria Team KCMG        | 18  | Kobajasi Kamui         | Toyota | 1–4, 6–7 |
| carrozzeria Team KCMG        | 18  | Nakajama Júicsi        | Toyota | 5        |
| Itochu Enex Team Impul       | 19  | Szekigucsi Juhi        | Toyota | Mind     |
| Itochu Enex Team Impul       | 20  | Hirakava Rió           | Toyota | Mind     |
| Vantelin Team Tom's          | 36  | Nakadzsima Kazuki      | Toyota | 1–4, 6–7 |
| Vantelin Team Tom's          | 36  | Joao Paulo de Oliveira | Toyota | 5        |
| Vantelin Team Tom's          | 37  | James Rossiter         | Toyota | Mind     |
| B-MAX Racing Team            | 50  | Csijo Kacumasza        | Honda  | Mind     |
| TCS Nakajima Racing          | 64  | Narain Karthikeyan     | Honda  | Mind     |
| TCS Nakajima Racing          | 65  | Izava Takuja           | Honda  | Mind     |

## Versenynaptár
| Verseny | Verseny | Helyszín                      | Dátum         | Pole-pozíció    | Leggyorsabb kör                             | Győztes versenyző                           | Győztes csapat                              |
| ------- | ------- | ----------------------------- | ------------- | --------------- | ------------------------------------------- | ------------------------------------------- | ------------------------------------------- |
| 1       | 1       | Suzuka Circuit                | Április 22.   | Jamamoto Naoki  | James Rossiter                              | Jamamoto Naoki                              | Team Mugen                                  |
| 2       | 2       | Autopolis                     | Május 13.     | Hirakava Rió    | A futamokat a heves esőzések miatt törölték | A futamokat a heves esőzések miatt törölték | A futamokat a heves esőzések miatt törölték |
| 3       | 3       | Sportsland SUGO               | Május 27.     | Nodzsiri Tomoki | Szekigucsi Juhi                             | Jamamoto Naoki                              | Team Mugen                                  |
| 4       | 4       | Fuji Speedway                 | Július 8.     | Nick Cassidy    | Nick Cassidy                                | Nick Cassidy                                | Kondō Racing                                |
| 5       | 5       | Twin Ring Motegi              | Augusztus 19. | Isiura Hiroaki  | Fukuzumi Nirei                              | Isiura Hiroaki                              | JMS P.mu/cerumo・INGING                     |
| 6       | 6       | Okayama International Circuit | Szeptember 9. | Szekigucsi Juhi | Kobajasi Kamui                              | Szekigucsi Juhi                             | Itochu Enex Team Impul                      |
| 7       | 7       | Suzuka Circuit                | Október 27.   | Jamamoto Naoki  | Szekigucsi Juhi                             | Jamamoto Naoki                              | Team Mugen                                  |

## A bajnokság végeredménye
Pontozás
| Helyezés     | 1. | 2. | 3. | 4. | 5. | 6. | 7. | 8. | Pole |
| 1–6. forduló | 10 | 8  | 6  | 5  | 4  | 3  | 2  | 1  | 1    |
| 7. forduló   | 13 | 8  | 6  | 5  | 4  | 3  | 2  | 1  | 1    |

| Helyezés | Versenyző              | SUZ | AUT | SUG | FUJ | MOT | OKA | SUZ | Pont |
| -------- | ---------------------- | --- | --- | --- | --- | --- | --- | --- | ---- |
| 1        | Jamamoto Naoki         | 1   | T   | 1   | 8   | 7   | 10  | 1   | 38   |
| 2        | Nick Cassidy           | 7   | T   | 2   | 1   | 3   | 5   | 2   | 37   |
| 3        | Isiura Hiroaki         | 4   | T   | 11  | 2   | 1   | 7   | 11  | 25   |
| 4        | Szekigucsi Juhi        | 2   | T   | 13  | 6   | 16  | 1   | 8   | 18   |
| 5        | Hirakava Rió           | Ki  | T   | 9   | 4   | 2   | 3   | Ki  | 17   |
| 6        | Nakadzsima Kazuki      | 8   | T   | 3   | 5   |     | 17  | 5   | 15   |
| 7        | Nodzsiri Tomoki        | 3   | T   | 7   | 14  | 8   | 4   | 9   | 12.5 |
| 8        | Kunimoto Júdzsi        | 13  | T   | Ki  | 3   | 15  | 8   | 4   | 11.5 |
| 9        | Jamasita Kenta         | 9   | T   | 8   | 18  | 6   | 6   | 3   | 11.5 |
| 10       | Kobajasi Kamui         | 10  | T   | 6   | 12  |     | 2   | 13  | 7    |
| 11       | Macusita Nobuharu      | 12  | T   | 10  | 9   | 4   | 9   | 7   | 7    |
| 12       | Osima Kazuja           | 15  | T   | 15  | 7   | 5   | 16  | 14  | 6    |
| 13       | Cukakosi Kudai         | 6   | T   | 12  | 13  | 10  | 12  | 6   | 6    |
| 14       | Tom Dillmann           |     | T   | 4   | 10  | 12  | Ki  | 15  | 5    |
| 15       | Narain Karthikeyan     | 17  | T   | 5   | 16  | 11  | 13  | 17  | 4    |
| 16       | Izava Takuja           | 5   | T   | 14  | 15  | 14  | 14  | 16  | 4    |
| 17       | James Rossiter         | 11  | T   | Ki  | 19  | 9   | 11  | Ki  | 0    |
| 18       | Csijo Kacumasza        | 14  | T   | Ki  | 17  | 19  | 15  | 10  | 0    |
| 19       | Dan Ticktum            |     |     | Ki  | 11  |     |     |     | 0    |
| 20       | Fukuzumi Nirei         | Ki  |     |     |     | 17  | 18  | 12  | 0    |
| 21       | Nakajama Júicsi        |     |     |     |     | 13  |     |     | 0    |
| 22       | Pietro Fittipaldi      | 16  |     |     |     |     |     |     | 0    |
| 23       | Joao Paulo de Oliveira |     |     |     |     | 18  |     |     | 0    |
| —        | Sakaguchi Sena         |     | T   |     |     |     |     |     | —    |

### Konstruktőrök
| Helyezés | Csapat                       | Rajt-szám | SUZ | AUT | SUG | FUJ | MOT | OKA | SUZ | Pont |
| -------- | ---------------------------- | --------- | --- | --- | --- | --- | --- | --- | --- | ---- |
| 1        | Kondō Racing                 | 3         | 7   | T   | 2   | 1   | 3   | 5   | 2   | 47.5 |
| 1        | Kondō Racing                 | 4         | 9   | T   | 8   | 18  | 6   | 6   | 3   | 47.5 |
| 2        | Team Mugen                   | 15        | Ki  | T   | Ki  | 11  | 17  | 18  | 12  | 36   |
| 2        | Team Mugen                   | 16        | 1   | T   | 1   | 8   | 7   | 10  | 1   | 36   |
| 3        | P.mu/cerumo・INGING          | 1         | 4   | T   | 11  | 2   | 1   | 7   | 11  | 35.5 |
| 3        | P.mu/cerumo・INGING          | 2         | 13  | T   | Ki  | 3   | 15  | 8   | 4   | 35.5 |
| 4        | Itochu Enex Team Impul       | 19        | 2   | T   | 13  | 6   | 16  | 1   | 8   | 33   |
| 4        | Itochu Enex Team Impul       | 20        | Ki  | T   | 9   | 4   | 2   | 3   | Ki  | 33   |
| 5        | Docomo Team Dandelion Racing | 5         | 3   | T   | 7   | 14  | 8   | 4   | 9   | 18.5 |
| 5        | Docomo Team Dandelion Racing | 6         | 12  | T   | 10  | 9   | 4   | 9   | 7   | 18.5 |
| 6        | Vantelin Team Tom's          | 36        | 8   | T   | 3   | 5   | 18  | 17  | 5   | 15   |
| 6        | Vantelin Team Tom's          | 37        | 11  | T   | Ki  | 19  | 9   | 11  | Ki  | 15   |
| 7        | UOMO Sunoco Team LeMans      | 7         | 16  | T   | 4   | 10  | 12  | Ki  | 15  | 11   |
| 7        | UOMO Sunoco Team LeMans      | 8         | 15  | T   | 15  | 7   | 5   | 16  | 14  | 11   |
| 8        | TCS Nakajima Racing          | 64        | 17  | T   | 5   | 16  | 11  | 13  | 17  | 8    |
| 8        | TCS Nakajima Racing          | 65        | 5   | T   | 14  | 15  | 14  | 14  | 16  | 8    |
| 9        | carrozzeria Team KCMG        | 18        | 10  | T   | 6   | 12  | 13  | 2   | 13  | 7    |
| 10       | Real Racing                  | 17        | 6   | T   | 12  | 13  | 10  | 12  | 6   | 6    |
| 11       | B-MAX Racing Team            | 50        | 14  | T   | Ki  | 17  | 19  | 15  | 10  | 0    |